# 神戸美人ぬか本舗
神戸美人ぬか本舗（こうべびじんぬかほんぽ）は、兵庫県神戸市兵庫区に本社を置く化粧品の製造・販売会社である株式会社リアルのブランドである。
米ぬか化粧品の代表的なメーカーとしてその名を知られている。

## 企業概要
株式会社リアルは、1894年（明治27年）の創業以来、米ぬか化粧品の製造開発を行ってきた日本有数の米ぬか化粧品メーカー。化粧品の開発だけでなく各大学との共同研究による学術活動も勉めてきている。

## ブランド
- 美人ぬかシリーズ
- 紫紺乃米シリーズ　など